# أوبن إف إل
أوبن إف إل (بالإنجليزية: OpenFL)‏ هو إطار برمجي حر ومفتوح المصدر ومنصة لإنشاء تطبيقات وألعاب الوسائط المتعددة عبر منصات متعددة.
أكثر المحررات شيوعًا المستخدمة لتطوير أوبن إف إل هي:
فيجوال ستوديو كود (مع المكون الإضافي)
سابليم تكست (مع المكون الإضافي)
إنتيليج إيديا (مع المكون الإضافي)